# Pyrococcus furiosus
Espèce
Pyrococcus furiosus est une archée extrêmophile considérée comme hyperthermophile dans la mesure où elle se développe préférentiellement à des températures supérieures à celles où évoluent les thermophiles. Elle est remarquable par sa température de croissance optimale de 100 °C — température qui tue la plupart des autres êtres vivants — et pour être l'un des rares organismes à posséder des enzymes contenant du tungstène.

## Physiologie
Cette archée a été isolée à partir de sédiments hydrothermaux et cultivée au laboratoire pour être étudiée. Elle est remarquable par son temps de doublement de seulement 37 minutes dans des conditions optimales. Elle se présente sous la forme de coques essentiellement régulières d'environ 0,8 μm à 1,5 μm de diamètre avec une ciliature monopolaire polytriche. Chaque cellule est entourée d'une enveloppe glycoprotéique, ce qui distingue cette archée des bactéries.
P. furiosus se développe dans une plage de températures de 70 à 103 °C, avec une température optimale de croissance de 100 °C, et à un pH compris entre 5 et 9 avec un optimum de 7. Cet organisme croît bien sur l'extrait de levure, le maltose, le cellobiose, les β-glucanes, l'amidon et les sources de peptides (tryptone, peptone, caséine et extraits de viande). C'est une gamme plutôt large en comparaison des autres archées. En revanche, P. furiosus ne se développe pas, ou très lentement, dans un milieu d'acides aminés, d'acides organiques, d'alcools et la plupart des glucides (dont le glucose, le fructose, le lactose et le galactose).
Le métabolisme de cette archée produit du dioxyde de carbone CO2 et de l'hydrogène H2. La présence d'hydrogène dans l'environnement de P. furiosus limite significativement sa croissance, sauf en présence de soufre ; l'archée produit alors du sulfure d'hydrogène H2S mais ne semble pas produire d'énergie métabolique de cette manière : contrairement à de nombreux autres hyperthermophiles, P. furiosus n'utilise pas le soufre pour produire son énergie et se développe indépendamment de la présence de soufre dans son milieu de croissance.
P. furiosus est également remarquable par son système étonnamment simple de respiration cellulaire : l'énergie métabolique de la cellule est produite en réduisant directement des protons (sous forme d'ions hydronium) en hydrogène H2 gazeux par transfert d'électrons depuis la chaîne respiratoire, ce qui génère un gradient électrochimique de protons à travers la membrane cellulaire permettant de phosphoryler l'ADP en ATP par couplage chimiosmotique. Ce mécanisme simple pourrait être un précurseur très ancien des systèmes respiratoires connus chez tous les organismes supérieurs actuels.
Le séquençage complet du génome de cette archée a été réalisé en 2001 par une équipe de l'Institut de biotechnologie de l'université du Maryland (UMBI) à Baltimore, aux États-Unis ; le génome caractérisé contient 1 908 kilobases codant quelque 2 065 protéines.

## Applications
L'ADN polymérase de P. furiosus (ADN polymérase Pfu) est utilisée pour l'amplification en chaîne de l'ADN par  PCR.
P. furiosus est étudiée en génie génétique afin de développer des plantes adaptées à la culture sous serre sur la planète Mars, notamment par l'introduction de gènes de P. furiosus chez Arabidopsis thaliana, dite « arabette des dames ».